# Prototrochus staplesi
Prototrochus staplesi is een zeekomkommer uit de familie Myriotrochidae.
De wetenschappelijke naam van de soort werd in 2007 gepubliceerd door Mark O'Loughlin.